# Kristian Tonning Riise

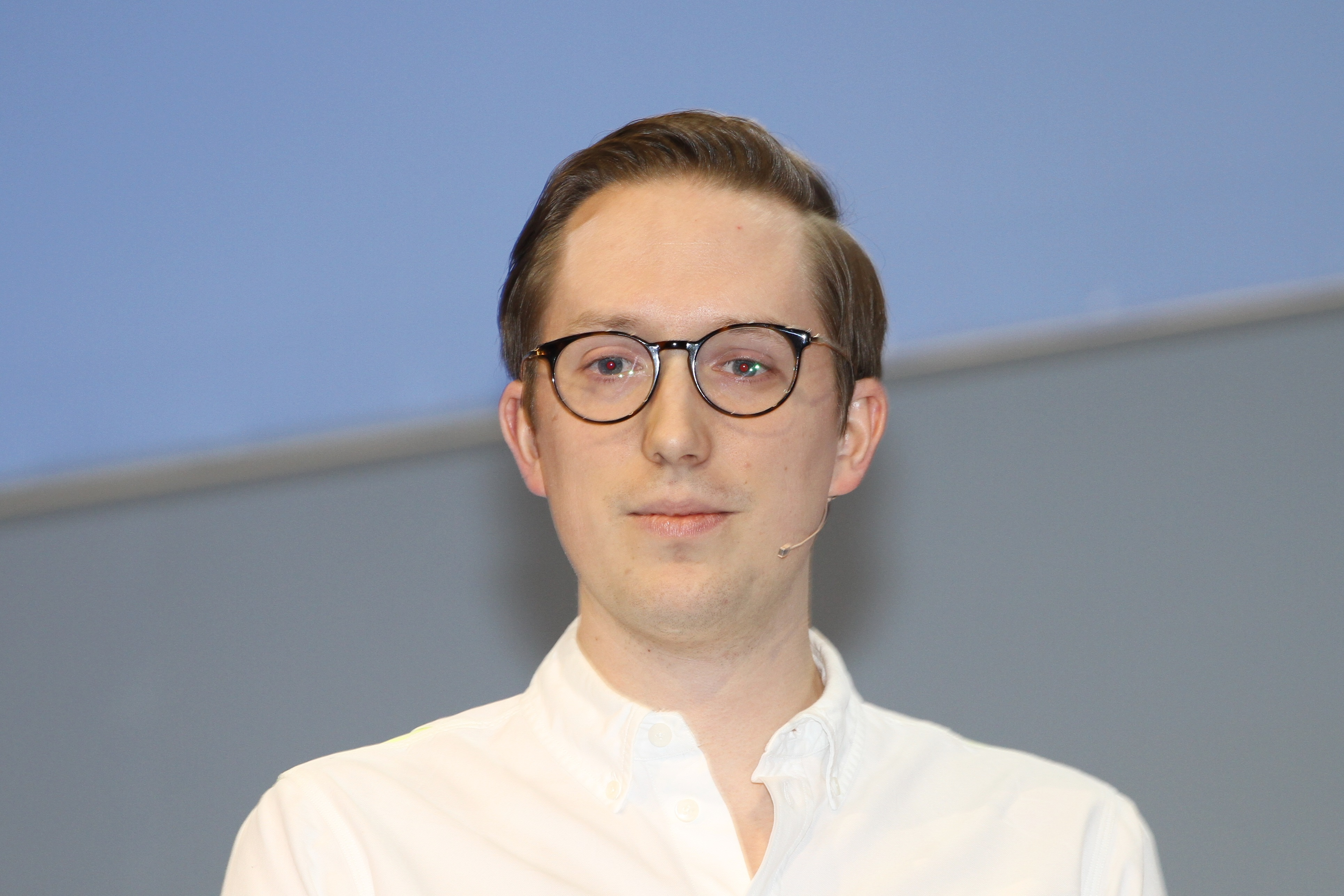
Kristian Tonning Riise, 2017

Kristian Tonning Riise (* 17. Oktober 1988 in Stange) ist ein norwegischer Politiker der konservativen Partei Høyre. Von Juni 2014 bis Januar 2018 war er der Vorsitzende der Unge Høyre, von 2017 bis 2021 war er Abgeordneter im Storting.

## Leben
Zwischen 2009 und 2012 studierte Riise Ideengeschichte an der Universität Oslo. Anschließend arbeitete er bis 2014 als Projektmitarbeiter beim bürgerlich-liberalen Thinktank Civita. In seiner Zeit dort veröffentlichte er im Jahr 2013 das Buch Diktator i forkledning (deutsch: Diktator in Verkleidung) über den damaligen venezolanischen Präsidenten Hugo Chávez.

### Politische Karriere
In der Zeit von 2011 bis 2015 saß er im Kommunalparlament seiner Heimatgemeinde Stange und im Fylkesting der damaligen Provinz Hedmark. Am 22. Juni 2014 wurde er zum Vorsitzenden der Jugendorganisation Unge Høyre gewählt. Bei der Parlamentswahl 2017 zog Riise in das norwegische Nationalparlament Storting ein. Dort vertrat er den Wahlkreis Hedmark und wurde Mitglied des Arbeits- und Sozialausschusses.

### Vorwürfe und Rücktritt
Im Januar 2018 trat er als Vorsitzender der Unge Høyre zurück, nachdem zuvor von Parteikolleginnen mehrere Vorwürfe gegen ihn wegen sexueller Belästigung und unpassendem Verhalten an die Partei gerichtet worden waren. Eine der Beschuldigungen betraf die sexuelle Belästigung einer 16-Jährigen auf einer Konferenz der Unge Høyre im Jahr 2014. Riise räumte ein, sich nicht akzeptabel verhalten zu haben. Es wurde auch von zwei Provinzverbände berichtet, die Maßnahmen ergriffen hatten, die verhindern sollten, dass Riise sich alleine mit jungen Frauen aufhalten konnte. Die parteiinterne Untersuchung auf Basis von elf Beschwerden kam zu dem Schluss, dass er wiederholt gegen die ethischen Richtlinien der Partei verstoßen habe. Riise wurde daraufhin von Veranstaltungen der Jugendorganisation ausgeschlossen.
Im März 2019 kündigte er an, bei der Stortingswahl 2021 nicht erneut für einen Sitz im Parlament kandidieren zu wollen. In der Folge schied er im Herbst 2021 aus dem Storting aus.

## Positionen
Im Mai 2020 gab Riise an, in einer Stortingsabstimmung gegen die Linie seiner Partei und für die Legalisierung von Eizellspenden sowie das Recht alleinstehender Frauen auf künstliche Befruchtung gestimmt zu haben.

## Werke
- 2013: Diktator i forkledning (deutsch: Diktator in Verkleidung)